# Myrmarachne biseratensis
Myrmarachne biseratensis är en spindelart som beskrevs av Banks 1918. Myrmarachne biseratensis ingår i släktet Myrmarachne och familjen hoppspindlar. Inga underarter finns listade i Catalogue of Life.